# Den listiga lilla räven

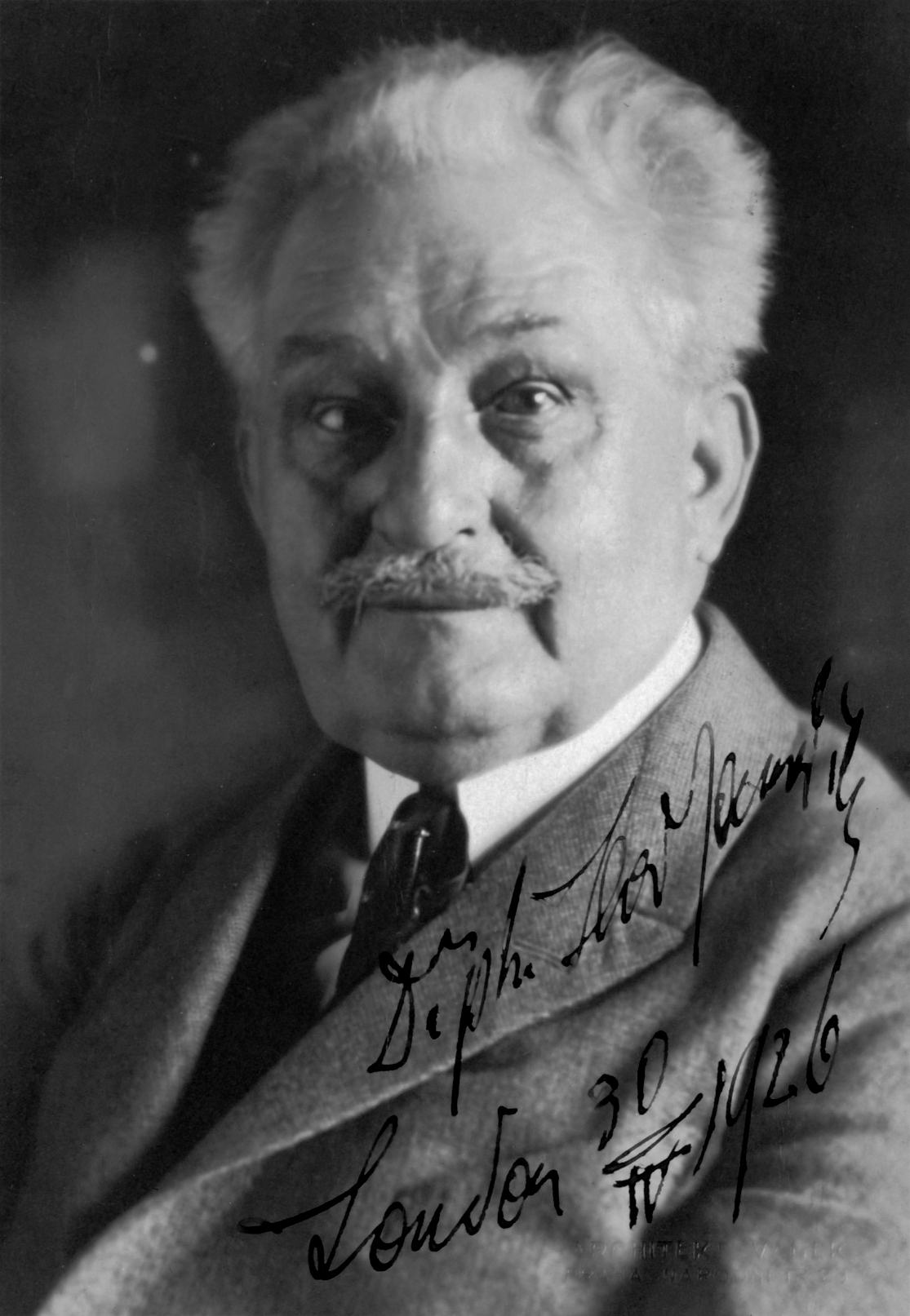
Leoš Janáček

Den listiga lilla räven (tjeckiska: Příhody lišky Bystroušky,  ordagrant: 'Rävhonan Skarpöras äventyr'), är en opera i tre akter med musik och text av Leoš Janáček. Librettot bygger på berättelser av Rudolf Těsnohlídek.

## Historia
Skogsgestalterna fann Janáček av en slump i Brnos veckoblad Lidové noviny. Här publicerades från april 1920 en humoristisk roman av Rudolf Těsnohlídek som följetong med teckningar av Stanislav Lolek. Den inspirerade tonsättaren till Den listiga lilla räven. Liksom han upptecknade olika dialekters språkmelodier började han också notera djurläten. Janáček älskade, utforskade och samlade naturljud. Han satt ofta i timtal i sin trädgård och lyssnade till fågelsången, insekterna och trädens sus. I sin anteckningsbok noterade han talrika fågelarters sång. Allt detta gick in i partituret till Den listiga lilla räven, som utan tvekan hör till de verk av Janáček som står närmast impressionismen. Men det blev ingen komisk opera. Janáček var 63 år gammal när han komponerade operan och det går inte att bortse från att den har ett visst åldersskimmer.
På Janáčeks egen begäran spelades slutscenen från operan på hans begravning 1928.

## Om operan
Operan utspelar sig i en mährisk by med omgivande skog i en obestämd tid. Skogvaktaren hittar den lilla räven (barnsopran som unge, sopran som vuxen) och har den som husdjur tills den rymmer men blir skjuten av en tjuvskytt. Skogvaktaren stöter på en rävvalp som ser ut precis som den han har förlorat. Han inser att naturen alltid förnyar sig och är nöjd.
Ännu en gång är det en ung kvinna som är operans nyckelgestalt: Terynka, som sätter allas liv i uppror. Märkvärdigt nog framträder hon överhuvudtaget inte på scenen. Den sluga lilla rävhonan får företräda henne och de bådas öden är nära sammanbundna med varandra. Rävhonan måste dö för att Terynka skall kunna få sin päls i bröllopsgåva. Därmed förlorar skogvaktaren slutgiltigt sin kärlek. Det var just människovärldens mystiska förbindelse med djurvärlden som räddade tonsättaren - som vid tiden för operans tillkomst hade förälskat sig i den 38 år yngre Kamila Stösslová - från att bli sentimental. I den åldrande skogvaktaren döljer sig humor och livsvisdom, en förmåga att skratta åt sig själv. Han vaknar frisk och nyter efter midsommarnattsdrömmen.
Under sina senare år betraktade Janáček skogen som en symbol för en ensam, intim, sorgsen värld. Skogvaktarens hopplösa kärlek till den strålande vackra unga flickan och den åldrande mannens upplevelse av den flyktiga kärleken, är full av resignation.

## Uppsättningar
Operan uppfördes för första gången den 6 november 1924 på Nationalteatern i Brno, Tjeckoslovakien. Efter premiären företog författaren Max Brod en genomgripande revidering i samband med översättningen till tyska, och det var denna version som låg till grund för senare framföranden utanför Tjeckoslovakien. 1956 gjorde Walter Felsenstein sin egen bearbetning som låg betydligt närmare Janáčeks original, och hans föreställningar på Komische Oper i dåvarande Östberlin gjorde operan känd i vida kretsar.
Den svenska urpremiären ägde rum på Stora Teatern, Göteborg den 11 februari 1978. Sommaren 2012 uppfördes operan under juli-augusti på Läckö slotts borggård.

## Personer
- Skogvaktaren (baryton)
- Skogvaktarens fru (alt)
- Kyrkoherden (bas)
- Skolläraren (tenor)
- Harašta, en tjuvskytt (bas)

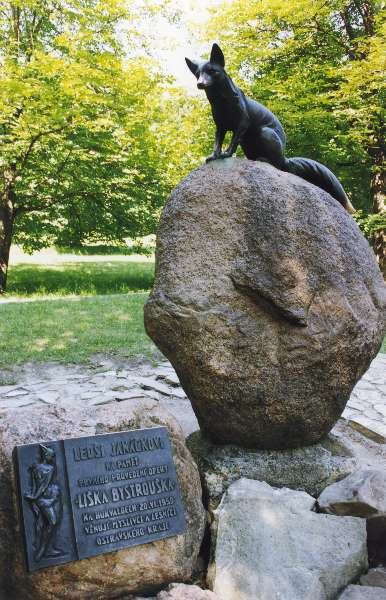
Skulptur i Janáčeks hemstad Hukvaldy.

- Den listiga lilla rävhonan (sopran)
- Rävhanen (sopran)
- Pásek, värdshusvärd (tenor)
- Páskova, hans fru (sopran)
- Frantík och Pepík, pojkar (gossröster)
- Lapák, taxen (mezzosopran)
- Tuppen (sopran)
- Hönan (sopran)
- Grävlingen (bas)
- Hackspetten (alt)
- Ugglan (alt)
- Nötskrikan (sopran)
- Myggan (tenor)
- Grodan (barnröst)
- Syrsan (barnröst)
- Gräshoppan (barnröst)
- Rävungar (sopran, alt)
- Hönor (sopran, alt)
- Skogsröster, olika skogsdjur, byfolk (kör)
- Flugor, trollsländor, igelkottar, ekorrar, alla slags skogsdjur (mimare)

## Handling
Skogen och en mährisk by, obestämd tid.

### Akt I
Scen 1. I Schwarzgrund, skogslandskap, sommar. Eftermiddagssol. Under lugnet före stormen drömmer skogvaktaren om zigenerskan Terynka. Då en groda hoppar upp i ansiktet på honom vaknar han och får syn på en liten rävunge, vars blick erinrar honom om Terynkas ögon. Han fångar den och tar den med sig till skogvaktarstugan. Rävungen ylar förgäves efter sin mor.
Scen 2. Skogvaktarstugans gård. Eftermiddagssol. Höst. Rävungen känner sig inte väl till mods i stugan. Skogvaktarens hustru tycker inte om den för att den har med sig loppor och den plågas ständigt av parets båda små söner. Efter att den en gång försökt försvara sig, hålls den numera i band som en hund. Hunden Lapák försöker övertala räven att resignera, men så lyckas den lura till sig en tupp och biter nacken av den. Skogvaktaren slår rävungen som biter av kopplet och flyr tillbaka till skogen.

### Akt II
Scen 3. Skogen. Utanför ett grävlingsgryt. Sent på eftermiddagen. Skogsdjuren välkomnar glatt rävungen, som nu har vuxit till en rävhona. Hon behöver en lya och jagar bort en grävling ur dess gryt.
Scen 4. Páseks värdshus. Ett avskilt rum intill skänkrummet. Krogljud. På krogen sitter kyrkoherden och skolläraren och dricker och talar om Terynka, som de alla känner sig dragna till. De förebrår skogvaktaren att han lät henne slå sig ned i byn. Men vad kan man vänta sig av någon som låter en räv bo intill hönshuset och sedan låta den fly? Kyrkoherden vill flytta till en annan församling, och skogvaktaren retas med skolläraren och säger att han håller på att bli för gammal för flickor. Skolläraren ger igen med att påminna om vad den lilla räven ställde till med. Skogvaktaren lämnar värdshuset med en svordom på läpparna.
Scen 5. Skogen. Natt, Månsken. Den druckne läraren tror att en solros, bakom vilken rävhonan gömmer sig, är Terynka och överöser solrosen med kärleksförklaringar. Även kyrkoherden strövar omkring i skogen och förväxlar räven med Terynka. När skogvaktaren upptäcker rävhonan, jagar han bort henne med två skott.
Scen 6. Den lilla rävhonans lya. I den underbara sommarnattens månsken vaknar den lilla rävhonans naturliga instinkter, och hon låter sig gärna uppvaktas av den lilla rävhanen. Just som paret skall försvinna ned i det erövrade grävlingsgrytet, förkunnar ugglan deras kärlek i hela skogen. De har nu inget annat val än att låta sig vigas av hackspetten. Djuren firar bröllopet med sång och dans.

### Akt III
Scen 7. I utkanten av skogen. Hösteftermiddag. Klar himmel. Tjuvskytten Harašta förbereder sig inför bröllopet med Terynka och beger sig ut i skogen för att fånga fåglar. Där möter han skogvaktaren, som har satt ut en fälla med en död hare som lockbete. Men denne har blivit utskrattad av rävhonan och hennes ungar som känner hans tobakslukt och som vet hur man handskas med sådana fällor. Harašta träffar därefter på rävfamiljen och iakttar rävungarnas lek. En rävpäls skulle bli en vacker bröllopsgåva till Terynka. När han visar sig lockar den lilla rävhonan bort honom så att hennes ungar kan komma åt att tömma hans korg. Harašta skjuter och träffar den lilla rävhonan.
Scen 8. Páseks värdshus. I trädgården vid kägelbanan. Läraren och skogvaktaren lyssnar sorgset till Haraštas och Terynkas muntra bröllopsfest. Fru Pásek lovordar den vackra rävpälsen som Terynka har fått av Harašta. Därigenom får skogvaktaren veta att den listiga lilla rävhonan har dött. Djupt upprörd beger han sig ut i skogen.
Scen 9. I Schwarzgrund. Det har regnat. Solen tittar fram. Skogvaktaren har begett sig till den plats där han en gång mötte Terynka och där han fångade den lilla rävhonan. Han är full av djup sorg och lägger sig åter att sova och väcks av en groda, men den här gången är det ett barnbarn till den gamla grodan. När han även får se en rävunge, vars blick erinrar om den lilla rävhonans, uppfylls hans själ sakta av skogens lugn och naturens ständigt återupplivande krafter.

## Diskografi (urval)
- The cunning little vixen. Popp, Randova, Jedlicka, Kör från Wiener Staatsoper. Bratislavas barnkör. Wiener Philharmoniker. Marckeras, dirigent. Decca 417 129-2. 2 cd.[3]